# Oligoryzomys rupestris
Oligoryzomys rupestris é uma espécie de mamífero da família Cricetidae. Endêmica do Brasil, onde pode ser encontrado nos campos rupestres nos estados de Goiás e Bahia.